# Villers-Saint-Frambourg
Pour les articles homonymes, voir Villers.
Villers-Saint-Frambourg est une ancienne commune française située dans le département de l'Oise, en région Hauts-de-France.
Elle a fusionné avec Ognon pour former, le 1er janvier 2019, la commune nouvelle de Villers-Saint-Frambourg-Ognon dont elle est désormais une commune déléguée.
Ses habitants sont appelés les Frambourgeois.

## Géographie

### Localisation
Villers-Saint-Frambourg est située entre la lisière sud-est de la forêt d'Halatte et la limite nord-ouest de la plaine agricole du Valois, sur l'ancienne route nationale 32, l'actuelle D 932a, entre Senlis et Compiègne. Les deux chefs-lieux d'arrondissement sont éloignés de 8  et   25 km respectivement, par la D 932 a. Le bourg de Verberie, sur l'Oise, est à 10,5 km.

### Communes limitrophes
| Pont-Sainte-Maxence | Pontpoint               | Villeneuve-sur-Verberie |
| Fleurines           | Villers-Saint-Frambourg | Brasseuse               |
| Chamant             | Ognon                   |                         |

Villers-Saint-Frambourg compte sept communes limitrophes. Au sud, le village touche au hameau de la Roue-Qui-Tourne de la commune d'Ognon, situé au carrefour de RD 932a et RD 120. La limite avec la commune de Pontpoint, en pleine forêt d'Halatte, représente une longueur de moins d'un kilomètre. De même, Villers-Saint-Frambourg et Chamant se côtoient sur 1,1 km seulement, également en pleine forêt d'Halatte.

### Relief et hydrographie
Avec Pontpoint et Villeneuve-sur-Verberie, Villers-Saint-Frambourg se partage le mont Pagnotte, point culminant du département. Seul le versant sud-ouest est cependant situé sur la commune. Les trois communes se rencontrent au poteau du mont Pagnotte, où une place de pique-nique et un belvédère ont été aménagés ; c'est le point culminant de Villers-Saint-Frambourg à 215 m au-dessus du niveau de la mer. Le sommet du mont Pagnotte est à une altitude de 220,6 m. Le village lui-même se situe à une altitude de 100 m environ, à l'instar de beaucoup d'autres villages voisins de la plaine du Valois. Les cours d'eau permanents sont absents sur le territoire communal, qui est par contre exposé à un important risque de coulées de boue depuis les versants de la forêt d'Halatte. Des fossés de récupération existent pour faire face à ces écoulements. Villers-Saint-Frambourg se situe dans le bassin versant de l'Aunette, et, par extension, de la Nonette.

### Accès et transports
La RD 120e relie Villers-Saint-Frambourg à la RD 324, axe ouest-est entre Senlis et Crépy-en-Valois, ainsi qu'à la RD 1017 près de Pont-Sainte-Maxence. Les autres routes ne sont que d'intérêt local : la D 26e pour la commune voisine de Brasseuse, et le chemin vicinal no 2 pour Fleurines. - L'autoroute A1 passe à 2 km au sud-est du bourg, en dehors du territoire communal ; la sortie la plus proche est celle de Senlis, à une distance routière de 7,5 km. La capitale est à une distance autoroutière de 52 km. Villers-Saint-Frambourg ne dispose d'aucune gare. Les transports en commun se réduisent aux transports scolaires ainsi qu'à des cars pour le marché de Senlis, le mardi et vendredi (aller-retour dans la matinée).

### Sites naturels protégés et sentiers de randonnée
La commune entre dans le périmètre du parc naturel régional Oise-Pays de France pour la totalité de son territoire. La zone naturelle d'intérêt écologique, faunistique et floristique (ZNIEFF) type 1 n° national 220005064 « Massif forestier d'Halatte » couvre à Villers-Saint-Frambourg la forêt d'Halatte et deux petits bois privés au nord du village, à l'exclusion des autres parties de la commune. Sur la commune, la zone protégée au titre de la ZNIEFF correspond au site naturel classé de la forêt d'Halatte et de ses glacis agricoles (classement par décret du 5 août 1993), à l'exception des deux petits bois privés mentionnés ci-dessus. En outre, l'ensemble de la commune de Villers-Saint-Frambourg fait partie du site naturel inscrit de la vallée de la Nonette (inscription par décret du 6 février 1970). Ce site inscrit a préfiguré le parc naturel régional, son découpage étant à peu près identique avec la partie du parc située dans l'Oise. - Le GR 12 en tronc commun avec le GR 655 traverse le territoire communal à l'ouest, dans un sens nord-sud, venant de Pont-Sainte-Maxence et se dirigeant à Senlis par Fleurines. En outre, les routes forestières et chemin ruraux adaptés à la randonnée pédestre sont nombreux ; il est toutefois à noter que certains parmi eux ont été coupés : des routes forestières s'arrêtant à la lisière de la forêt, et trois chemins ruraux au nord et nord-est s'arrêtant à la fontaine Aubert, respectivement au dernier champ desservi.

## Toponymie
Le nom de la localité est attesté sous les formes Villaris in comitatu silvanectensi (1006) ; Vilers (1217) ; Villare sancti Frambaldi (1226) ; Villa sancti Fraimbaudi (1226) ; Villarium (1227) ; Viliers saint franboult (1329) ; Villers saint franbour (vers 1380) ; Villers saint framboust (1384) ; Villers saint frambout (XIVe) ; Villers saint framboult (XIVe) ; Villares (1416) ; Villiers saint fram bourg pres Senlis (1547) ; Villers saint Frambault (XVIe) ; Villiers saint Frambauld (XVIe) ; Villers saint Frambour (1667) ; Villers-Frambourg (1794) ; Villers-la-Forêt (1794) ; Villers-Saint-Frambourg (1840).

Villers est un appellatif toponymique français qui procède généralement du gallo-roman villare, dérivé lui-même du gallo-roman villa « grand domaine rural », issu du latin villa rustica. Il est apparenté aux types toponymiques Villars, Viller, Villiers, Weiler et Willer.
L'hagiotoponyme déterminatif « Saint-Frambourg » désigne le collateur de la paroisse qui était le chapitre de la collégiale Saint-Frambourg de Senlis. En effet, en 1210, une nouvelle paroisse est créée à la suite d'un démembrement de la paroisse voisine d'Ognon au profit du chapitre de cette chapelle royale. Le village constitue alors un front de défrichement en direction de l'actuelle forêt d'Halatte, ce qui a donné le nom « les Essarts » à l'un des lieux-dits de la commune.

Saint Frambourg ou Fraimbault de Lassay, ermite, évangélisateur et fondateur de monastères.
Durant la Révolution française, la commune porte le nom de Villers-la-Forêt.

## Histoire
La dénomination officielle des rues date de 1965. L'objectif était de « faciliter les communications et la remise des correspondances ».
Deux places sont créées la place de la Mairie et la place Paul-Darras (maire de 1925 à 1959). La rue de la République remplace la rue de la Ruelle. La rue Colin conserve son ancienne dénomination, tout comme la rue de la Croix-Dupille et la rue de Fleurines. Quant à la rue de Pont, elle devient rue Vieille-de-Pont. Elle permet d'accéder à Pont-Sainte-Maxence par la forêt d'Halatte, tout comme la rue de la Forêt qui remplace l'ancien nom de rue de la Mare. Les maisons sont désormais numérotées.
La commune d'Ognon, constituée lors de la Révolution française, a été fugacement été intégrée, de 1825 à 1832, à celle de Villers-Saint-Frambourg. Elles ont fusionné à nouveau pour former le 1er janvier 2019 la commune nouvelle de Villers-Saint-Frambourg-Ognon

## Politique et administration

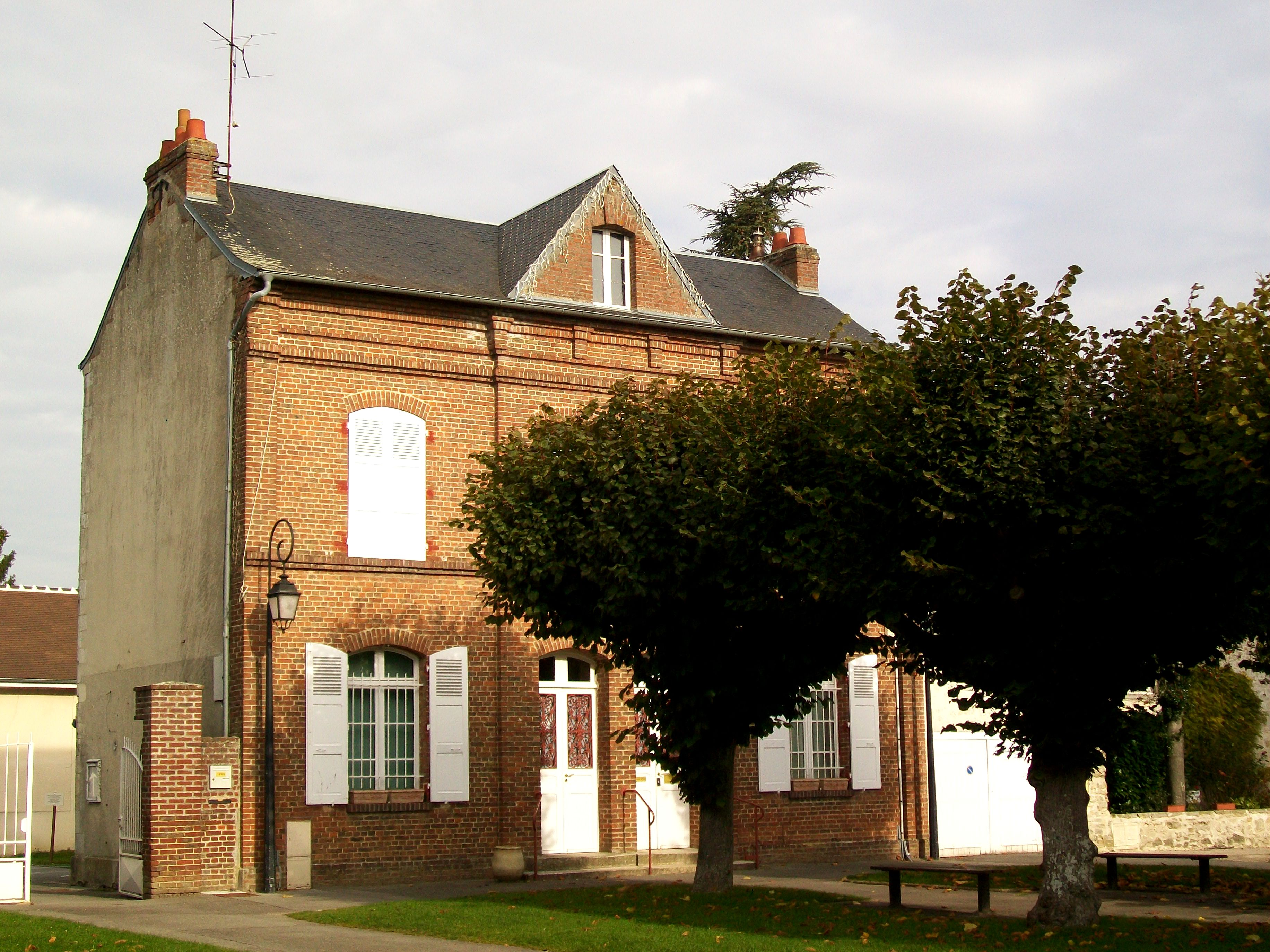
La mairie, place Paul-Darras (ancien maire), à côté de l'église.

### Rattachements administratifs et électoraux
La commune se trouve dans l'arrondissement de Senlis du département du Oise. Pour l'élection des députés, elle fait partie de la quatrième circonscription de l'Oise.
Elle faisait partie depuis 1801 du canton de Senlis. Dans le cadre du redécoupage cantonal de 2014 en France, elle est désormais intégrée au canton de Pont-Sainte-Maxence.

### Intercommunalité
Jusqu'au début de l'année 2009, la commune appartenait à la communauté de communes du Pays de Senlis qui regroupait 19 collectivités.
À la suite de désaccords profonds entre élus des communes membres,, le préfet a décidé de dissoudre l'intercommunalité le 30 avril 2009. 
Il autorise la création : 

- de la Communauté de communes des Trois Forêts (CC3F) avec les 5 communes de Senlis, Aumont-en-Halatte, Courteuil, Chamant et Fleurines.

- de la communauté de communes Cœur Sud Oise (CCCSO), regroupant treize communes, dont la commune était devenue membre.
Dans le cadre des dispositions de la loi portant nouvelle organisation territoriale de la République (Loi NOTRe) du 7 août 2015, qui prévoit que les établissements publics de coopération intercommunale (EPCI) à fiscalité propre doivent avoir un minimum de 15 000 habitants,, le schéma départemental de coopération intercommunale approuvé par le préfet de l'Oise le 24 mars 2016 prévoit notamment la fusion de la communauté de communes des Trois Forêts et de la communauté de communes Cœur Sud Oise. 
Après consultation des conseils municipaux et communautaires concernés, la nouvelle intercommunalité, recréant de fait l'ancienne communauté de communes du Pays de Senlis (sans Orry-la-Ville), dont la scission en 2010 avait créée ces deux intercommunalités, est constituée au 1er janvier 2017 par un arrêté préfectoral du 14 novembre 2016  sous le nom de communauté de communes Senlis Sud Oise, dont la commune  a été membre avant la fusion de 2019.

### Liste des maires
| Période                                  | Période       | Identité                                  | Étiquette | Qualité                                  |
| ---------------------------------------- | ------------- | ----------------------------------------- | --------- | ---------------------------------------- |
| Les données manquantes sont à compléter. |               |                                           |           |                                          |
| au moins 1880                            | mai 1884      | Pierre Zéphyrin Darras                    |           | Cultivateur                              |
| mai 1884                                 | mai 1892      | François Colin                            |           | Cultivateur                              |
| mai 1892                                 | juillet 1906  | Jean-Baptiste Zéphyrin Darras             |           | Cultivateur                              |
| juillet 1906                             | décembre 1919 | Paul Carron                               |           | Cultivateur                              |
| décembre 1919                            | mai 1925      | Jean-Baptiste Zéphyrin Darras             |           | Cultivateur                              |
| mai 1925                                 | mars 1959     | Paul Darras                               |           | Cultivateur                              |
| mars 1959                                | mars 1971     | Marcel Le Pon                             |           |                                          |
| mars 1971                                | mars 1989     | Henri Leclère                             |           | Cultivateur                              |
| mars 1989                                | mars 2001     | Dominique Noël (Dieulefit 1927-Gand 2014) |           | Directeur de la mutuelle des charcutiers |
| mars 2001                                | 2014          | Jean-François Tulliez                     |           | Artisan                                  |
| 2014                                     | décembre 2018 | Laurent Nocton                            |           | Chirurgien-dentiste                      |

| Période      | Période                        | Identité       | Étiquette | Qualité                                                              |
| ------------ | ------------------------------ | -------------- | --------- | -------------------------------------------------------------------- |
| janvier 2019 | En cours (au 5 septembre 2019) | Laurent Nocton |           | Chirurgien-dentiste Maire de Villers-Saint-Frambourg-Ognon (2019 → ) |

## Population et société

### Démographie
Évolution démographique
L'évolution du nombre d'habitants est connue à travers les recensements de la population effectués dans la commune depuis 1793. Pour les communes de moins de 10 000 habitants, une enquête de recensement portant sur toute la population est réalisée tous les cinq ans, les populations de référence des années intermédiaires étant quant à elles estimées par interpolation ou extrapolation. Pour la commune, le premier recensement exhaustif entrant dans le cadre du nouveau dispositif a été réalisé en 2007.

En 2016, la commune comptait 557 habitants, en évolution de −5,43 % par rapport à 2010 (Oise : +0,87 %, France hors Mayotte : +2,11 %).
| 1793 | 1800 | 1806 | 1821 | 1831 | 1836 | 1841 | 1846 | 1851 |
| ---- | ---- | ---- | ---- | ---- | ---- | ---- | ---- | ---- |
| 438  | 472  | 511  | 526  | 674  | 565  | 612  | 600  | 613  |

| 1856 | 1861 | 1866 | 1872 | 1876 | 1881 | 1886 | 1891 | 1896 |
| ---- | ---- | ---- | ---- | ---- | ---- | ---- | ---- | ---- |
| 586  | 550  | 521  | 497  | 471  | 480  | 480  | 484  | 455  |

| 1901 | 1906 | 1911 | 1921 | 1926 | 1931 | 1936 | 1946 | 1954 |
| ---- | ---- | ---- | ---- | ---- | ---- | ---- | ---- | ---- |
| 463  | 451  | 427  | 354  | 390  | 414  | 390  | 414  | 425  |

| 1962 | 1968 | 1975 | 1982 | 1990 | 1999 | 2006 | 2007 | 2012 |
| ---- | ---- | ---- | ---- | ---- | ---- | ---- | ---- | ---- |
| 436  | 399  | 470  | 510  | 572  | 582  | 603  | 606  | 564  |

| 2016 | - | - | - | - | - | - | - | - |
| ---- | - | - | - | - | - | - | - | - |
| 557  | - | - | - | - | - | - | - | - |

Pyramide des âges en 2007
La population de la commune est relativement jeune. Le taux de personnes d'un âge supérieur à 60 ans (19,5 %) est en effet inférieur au taux national (21,6 %) tout en étant toutefois supérieur au taux départemental (17,5 %). À l'instar des répartitions nationale et départementale, la population féminine de la commune est supérieure à la population masculine. Le taux (51,7 %) est du même ordre de grandeur que le taux national (51,6 %).
La répartition de la population de la commune par tranches d'âge est, en 2007, la suivante :
- 48,3 % d’hommes (0 à 14 ans = 18,1 %, 15 à 29 ans = 16,4 %, 30 à 44 ans = 18,8 %, 45 à 59 ans = 28,3 %, plus de 60 ans = 18,4 %) ;
- 51,7 % de femmes (0 à 14 ans = 20,4 %, 15 à 29 ans = 11,8 %, 30 à 44 ans = 20,8 %, 45 à 59 ans = 26,5 %, plus de 60 ans = 20,4 %).

| Hommes | Classe d’âge | Femmes |
| ------ | ------------ | ------ |
| 0,3    | 90 ans ou +  | 0,6    |
| 4,1    | 75 à 89 ans  | 6,1    |
| 14,0   | 60 à 74 ans  | 13,7   |
| 28,3   | 45 à 59 ans  | 26,5   |
| 18,8   | 30 à 44 ans  | 20,8   |
| 16,4   | 15 à 29 ans  | 11,8   |
| 18,1   | 0 à 14 ans   | 20,4   |

| Hommes | Classe d’âge | Femmes |
| ------ | ------------ | ------ |
| 0,2    | 90 ans ou +  | 0,8    |
| 4,5    | 75 à 89 ans  | 7,1    |
| 11,0   | 60 à 74 ans  | 11,5   |
| 21,1   | 45 à 59 ans  | 20,7   |
| 22,0   | 30 à 44 ans  | 21,6   |
| 20,0   | 15 à 29 ans  | 18,5   |
| 21,3   | 0 à 14 ans   | 19,9   |

### Manifestations culturelles et festivités
Le festival de musique "Vis l'air" fut organisé à cinq reprises à Villers-Saint-Frambourg, sur la place Paul-Darras. 
L'événement était organisé en deux parties : en premier lieu un tremplin musical permettant à des groupes de tout horizon de se produire et éventuellement gagner des récompenses décernées par un jury, et en second lieu un concert de clôture réalisé par un ou des artistes de renom.
La 4ème édition, qui eut lieu le 27 juin 2009, avait entre autres accueilli le gagnant de l'édition 2008, J.B. Manis, ainsi que le Chanteur senlisien Grégoire.
La cinquième et dernière édition, qui eut lieu les 26 et 27 juin 2010, fut close par Tomislav, gagnant du tremplin de l'édition 2009, suivi de Louis Bertignac, dans une formation en trio.

## Lieux et monuments

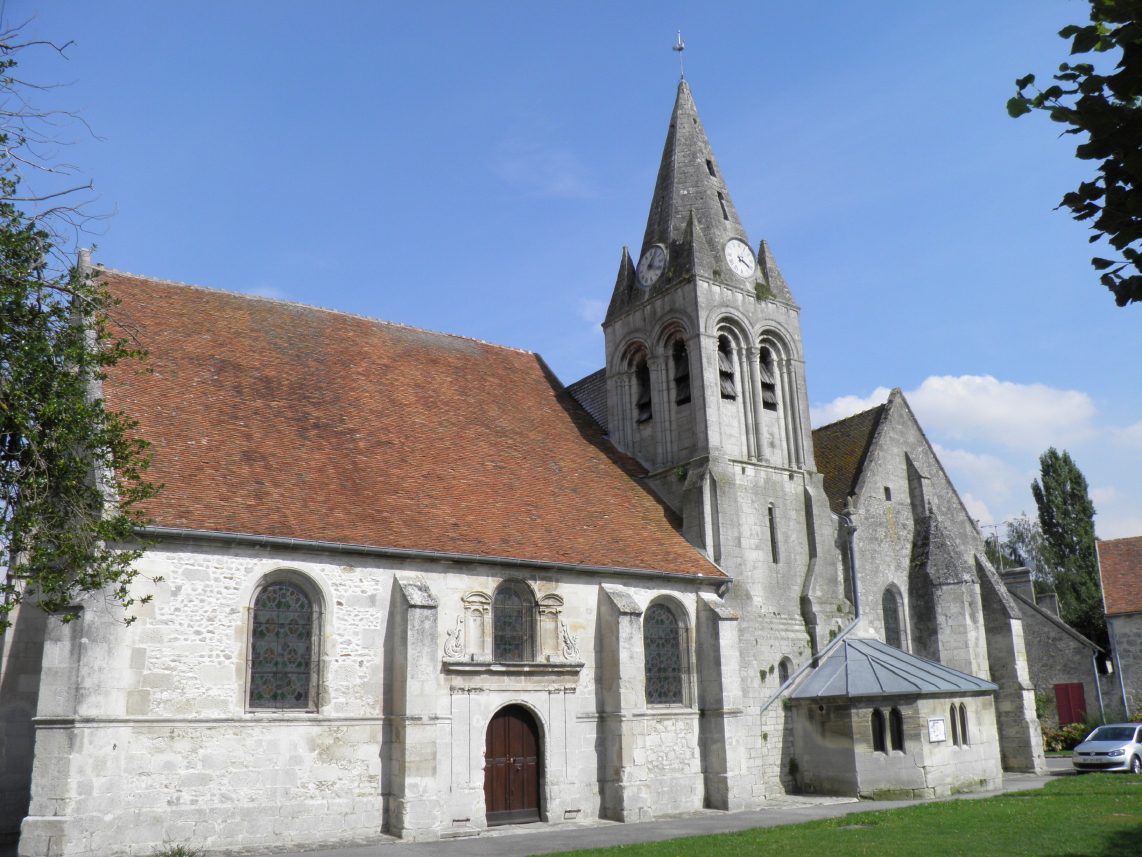
Église Saint-Médard.

Villers-Saint-Frambourg ne compte qu'un seul monument historique sur son territoire :
- Église paroissiale Saint-Médard, place de la Mairie[31]) :

Le bâtiment est orienté sud - sud-est  nord - nord-ouest. Le chevet avec un chœur à pans coupés est parallèle à la rue de la croix Dupille, tandis que la façade principale sud-est donne sur la place de la Mairie. La façade nord-est donne sur l'étroite venelle du Choléra, ancienne fosse commune. L'église se compose de trois éléments distincts, issues de trois campagnes de construction. Le clocher, placé à l'extrémité nord-ouest du transept, représente la partie la plus ancienne de l'église et date de la fin du XIIe siècle. Il est roman et comporte deux étages, dont le deuxième est percé de baies gemellées abat-son de chaque côté. Ces baies plein cintre sont encadrées par deux rangées de colonnettes et surmontées d'archivoltes à triple voussure, avec des tores comme unique décor. La flèche en pierre est un rajout postérieur. Le chœur du XIVe siècle avec ses deux chapelles latérales à chevet plat forme une unité avec le transept, c'est-à-dire les absides sont établies en prolongement direct des croisillons. Cette unicité est par ailleurs soulignée par des pignons communes à ces deux éléments, sur la façade principale et sur la façade arrière. Le toit entre ces deux pignons est donc perpendiculaire au toit de la nef.
Une particularité est l'envergure inégale des croisillons nord-est et sud-ouest, résultant de la position du clocher qui n'est pas intégré dans le croisillon sud-ouest, sans doute pour des raisons de stabilité. Les baies du chœur et du transept sont flamboyantes. Quant à la nef aveugle avec ses deux bas-côtés, elle a été rebâtie au milieu du XVIe siècle et se compose de trois travées, de grande envergure. Le portail principal se situe sur la deuxième travée ; il est de style Renaissance, avec une porte basse sous plein cintre encadrée par deux pilastres de chaque côté. Une fenêtre de hauteur réduite a été placée au-dessus du portail ; elle est ornée par une niche sculptée et par des volutes de chaque côté. Cette disposition du portail et la situation particulière du clocher ont conduit à une répartition inégale des trois fenêtres plein cintre de la façade principale de la nef. La façade de la troisième travée est de largeur réduite, car en partie obturée par un contrefort du clocher : ici, la fenêtre se trouve directement cernée par deux contreforts, alors que les trumeaux à côté de la fenêtre de la première travée sont assez larges. La sacristie a été accolée à la base du clocher, du fait du manque d'espace sur les autres façades. Un autre élément utilitaire encombre la façade principale ; il s'agit d'une tourelle d'escalier au milieu du pignon du transept, permettant d'accéder aux combles,.
On peut également signaler :
- Le dolmen de Chancy ou « le Cheval-Blanc », en forêt d'Halatte, à l'ouest du carrefour de la chaussée Pontpoint avec le chemin du Cheval-Blanc, parcelle 102 : dalle de pierre (2,8 m sur 1,5 m présumée être le vestige d'un dolmen[35].
- Les fermes Darras et Leclère à proximité de l'église, particulièrement bien conservées et caractéristiques des grandes exploitations agricoles de la région. La ferme Darras est l'ancienne exploitation du chapitre Saint-Frambourg de Senlis, construite en 1750 et vendu comme bien national après la Révolution. Le logis a été rehaussé en brique en 1900 et agrandi en 1920 avec des combles mansardés. Un hangar a été construit en 1980 ; sinon, tous les bâtiments sont encore d'origine. Sur la cour, subsistent un abreuvoir ; un puits ; une vieille pompe ; un colombier carré, accolé à l'un des bâtiments d'exploitation ; ainsi qu'un four à pain (il s'agit du bâtiment à droite de la grande grange). La ferme élevait des vaches laitières jusqu'en 1958 ; depuis, elle se consacre uniquement à la culture[36].
- La fontaine Aubert, chemin rural n° 6 dit de la fontaine Aubert, à 1,7 km au nord du centre du village dans un petit bois à proximité de la forêt d'Halatte : cette fontaine a été aménagée comme lavoir pendant la première moitié du XIXe siècle.
- La fontaine Blanche dans la forêt d'Halatte, parcelle 128, une dizaine de mètres au nord de la route des Dames, au sud-est du poteau des Dames[Note 2].
- Les croix Saint-Rieul, à la fourchette de la chaussée Pontpoint avec la route du mont Pagnotte dans la forêt d'Halatte (parcelle 168 de la forêt d'Halatte), Saint-Pierre (parcelle 201, à l'orée du bois), Dupille (au bout de la rue de la Croix-Dupille), ainsi que le calvaire à l'est du village. - La croix Saint-Rieul était initialement une croix en bois accroché à un hêtre. Menacée de disparaître, l'actuelle croix en fer forgé sur un socle en pierre n'a été construit qu'en 1996 par des membres de l'association des amis des forêts d'Halatte, Ermenonville et Chantilly[37].

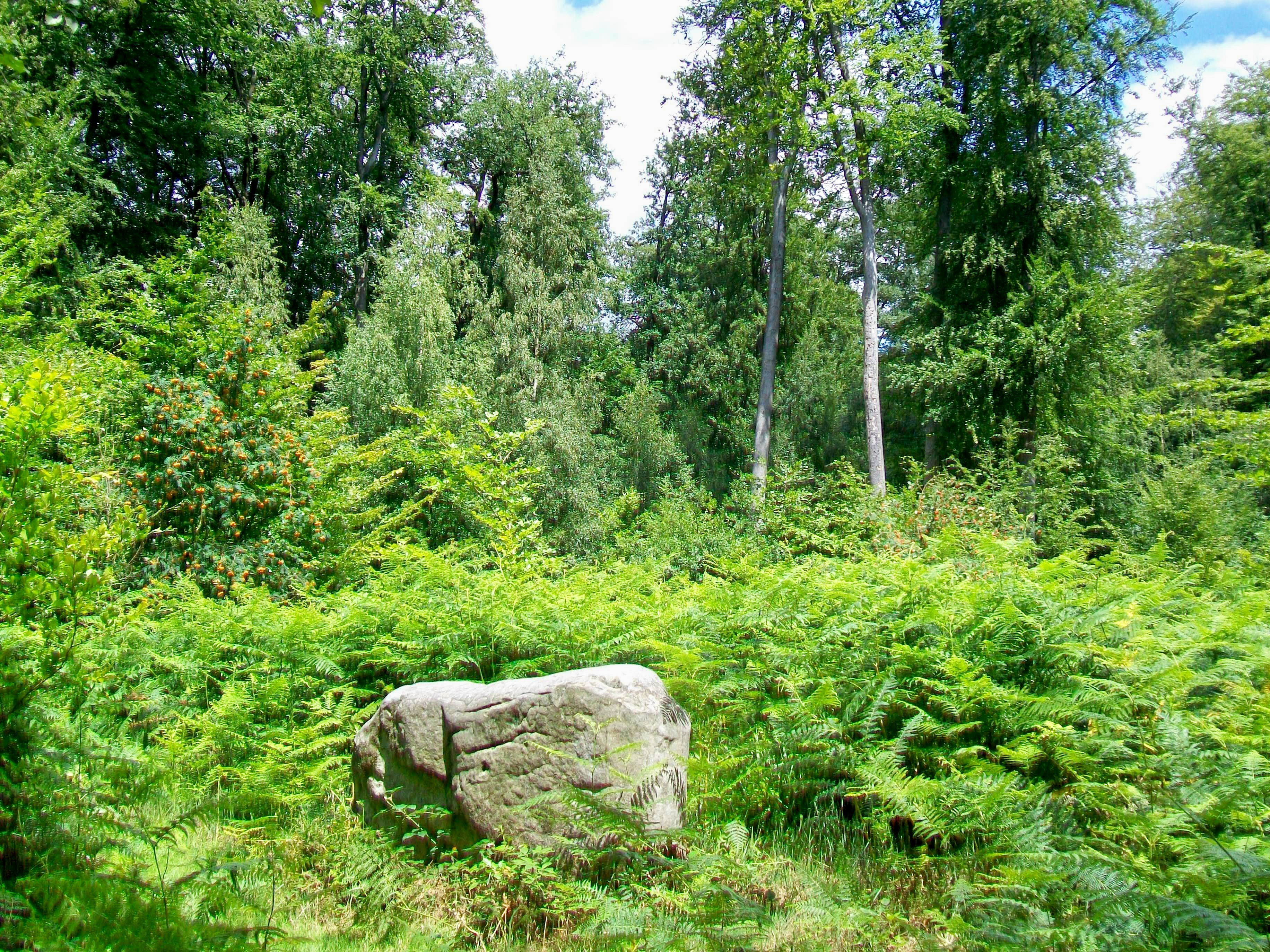
Le dolmen de Chancy ou « le Cheval-Blanc », vestige d'un dolmen.
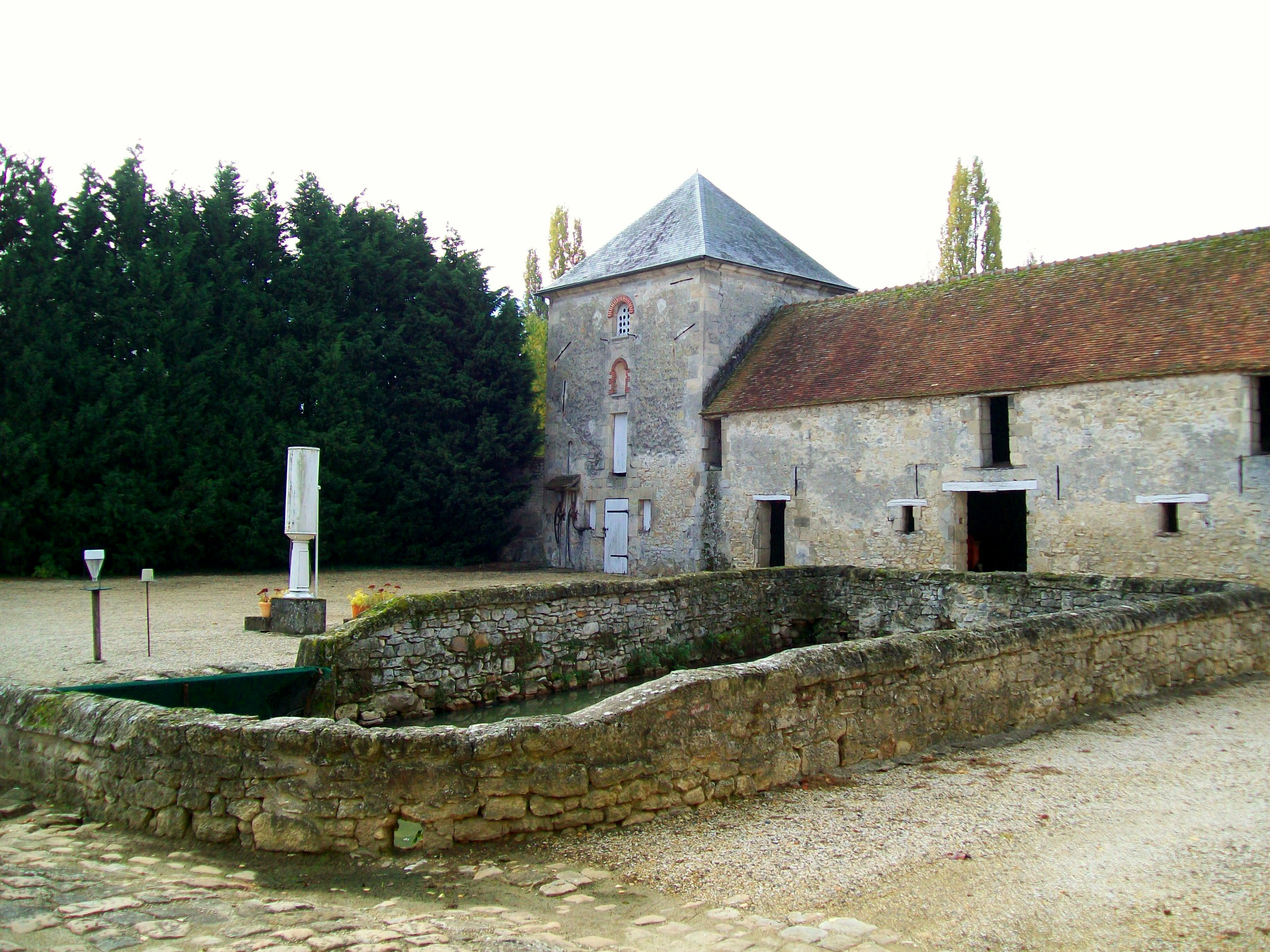
La ferme Darras: abreuvoir avec pompe et ancien colombier.
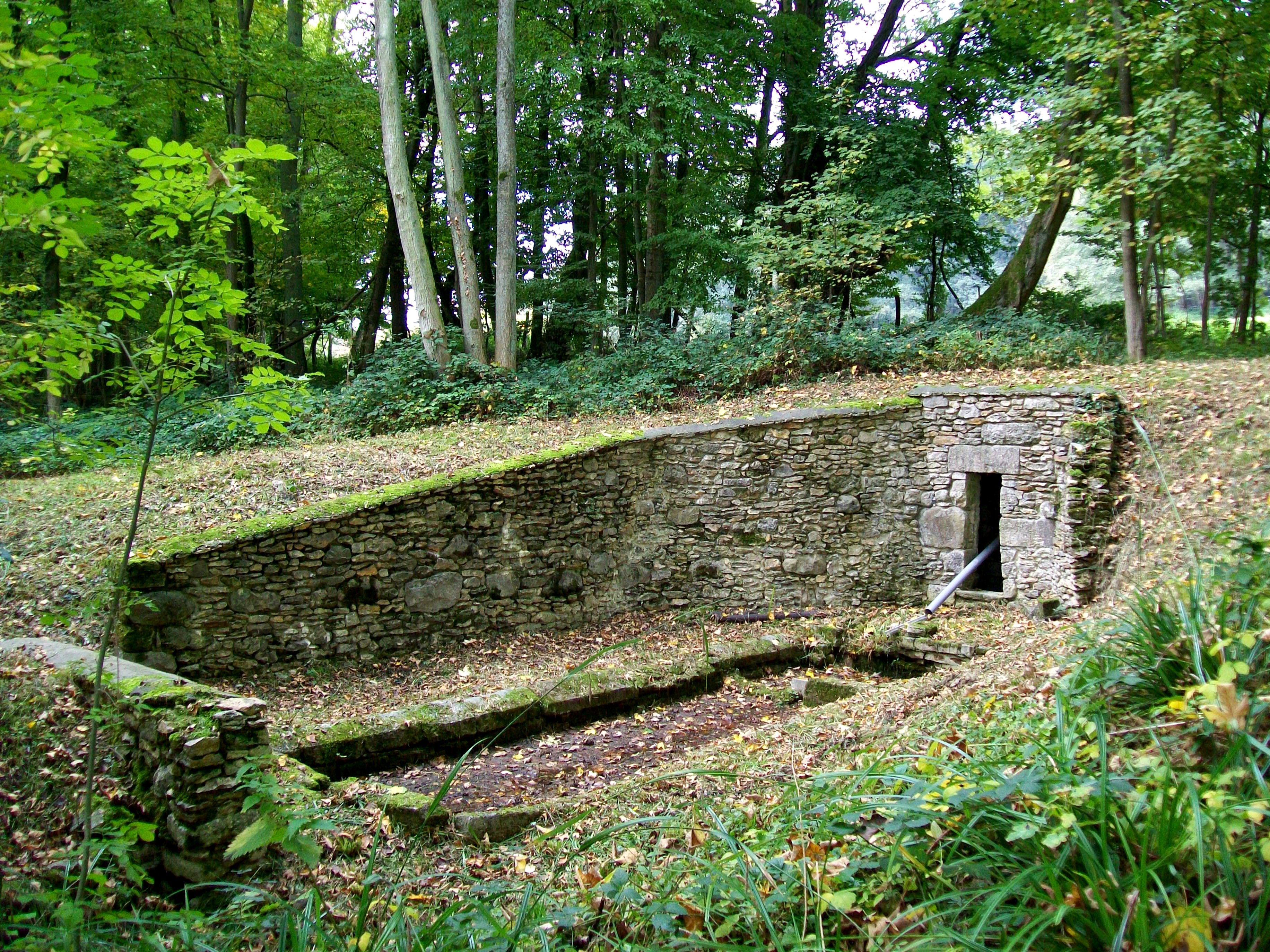
La fontaine Aubert, lavoir près de la forêt d'Halatte.
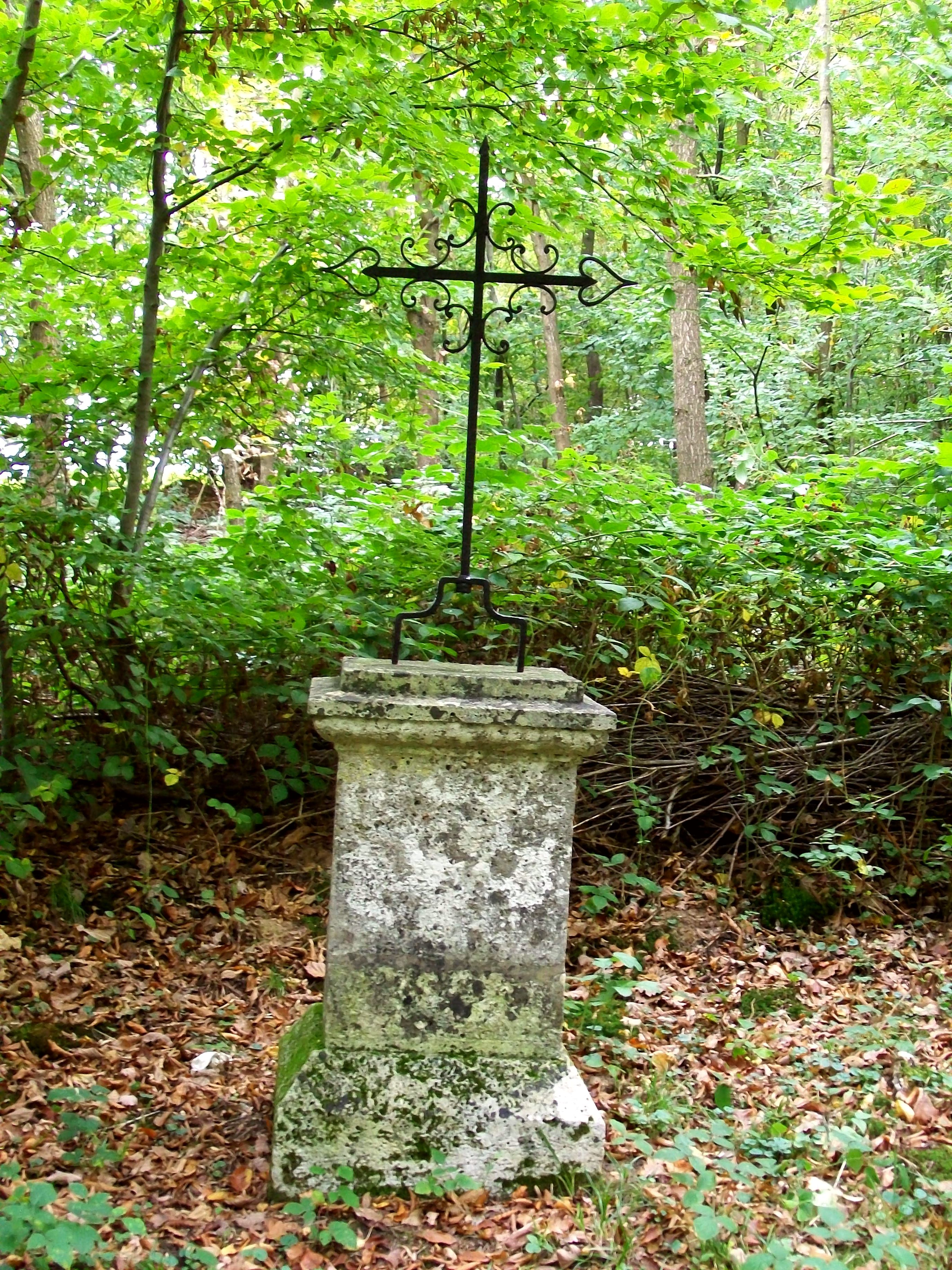
La croix Saint-Pierre en lisière de la forêt d'Halatte.
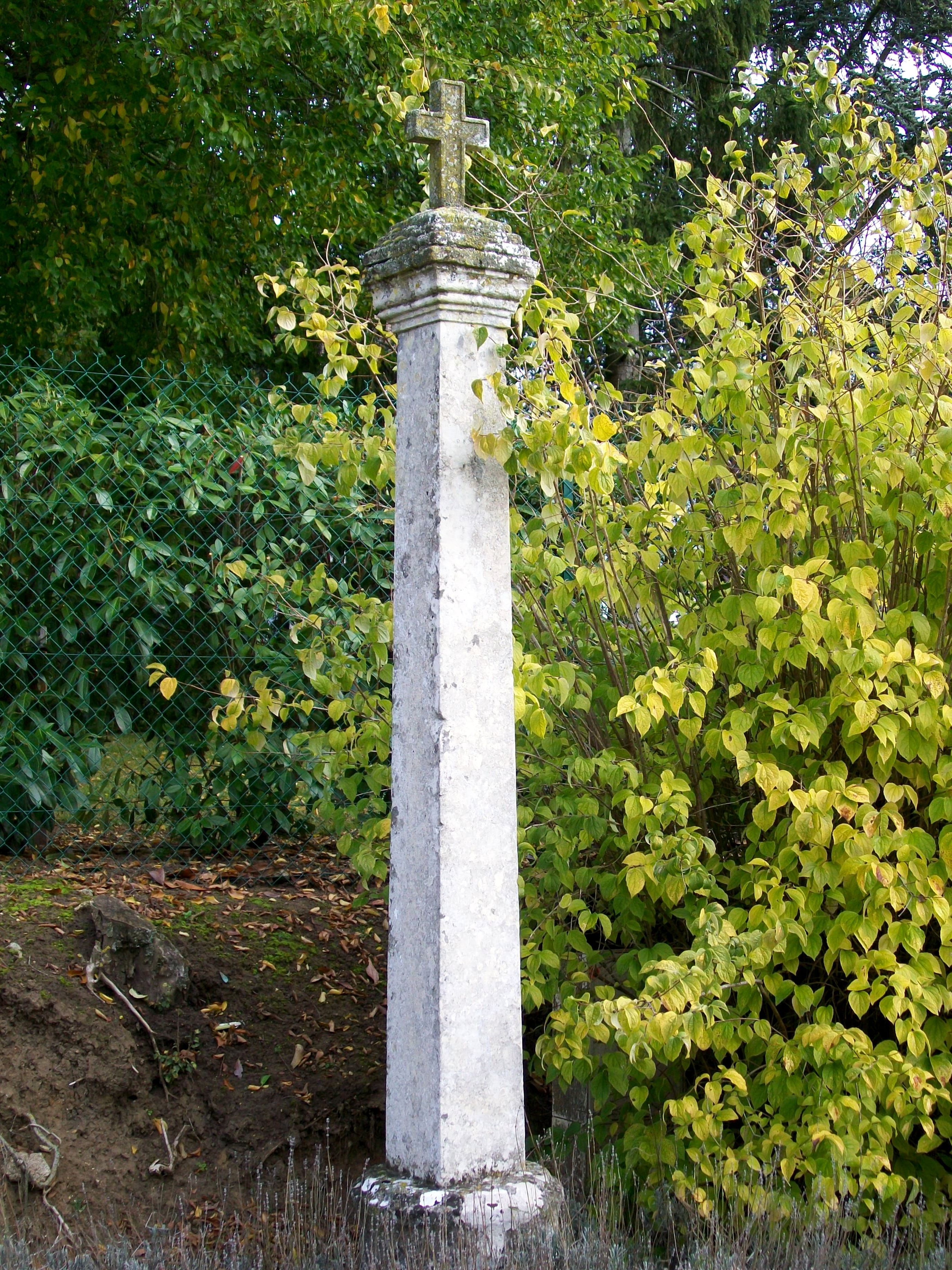
La croix Dupille à l'extrémité nord-est du village.